# Fatu Huku
Fatu Huku is een klein onbewoond eiland in de Stille Oceaan dat deel uitmaakt van de Marquesaseilanden, Frans-Polynesië. Het ligt ongeveer 30 kilometer ten noorden van Hiva Oa. Het eiland werd in 1774 ontdekt door de Britse zeevaarder James Cook.

## Beschrijving

### Bestuur
Het ligt meer dan 80 kilometer ten zuidoosten van Ua Huka.  Bestuurlijk valt het eiland onder het eiland Hiva Oa dat de status van gemeente heeft en deze gemeente valt weer onder de Hoge Commissie van de Republiek in Frans-Polynesië, met hoofdkantoor in Papeete, op het eiland Tahiti. Het eiland is onbewoond.

### Geologie
Fatu Huku is ongeveer 2,5 miljoen jaar oud. Het bestaat voornamelijk uit steile hoge rotskliffen en een tot 361 meter boven zeenniveau uitstijgend plateau. Het heeft geen kustvlakte, er zijn slechts twee kleine rotsachtige stranden aan de noordkust.  De oppervlakte is 1,3 km2, eigenlijk is het eiland alles wat overblijft van de top van een berg die door tektonische activiteit van de aardkorst (zeebodem) omhoog kwam. Het was een opgeheven atol zoals blijkt uit de aanwezigheid van fossiele koraalriffen op het plateau. De vroegere lagune vormt nu een ondiepe depressie die nauwelijks is te onderscheiden, want begroeid door de dichte vegetatie op het plateau.
Op enige afstand van het eiland vormen zich koraalriffen maar het oppervlak daarvan blijft onder de zeespiegel waardoor deze riffen alleen op luchtfoto's en satellietopnames te zien zijn.

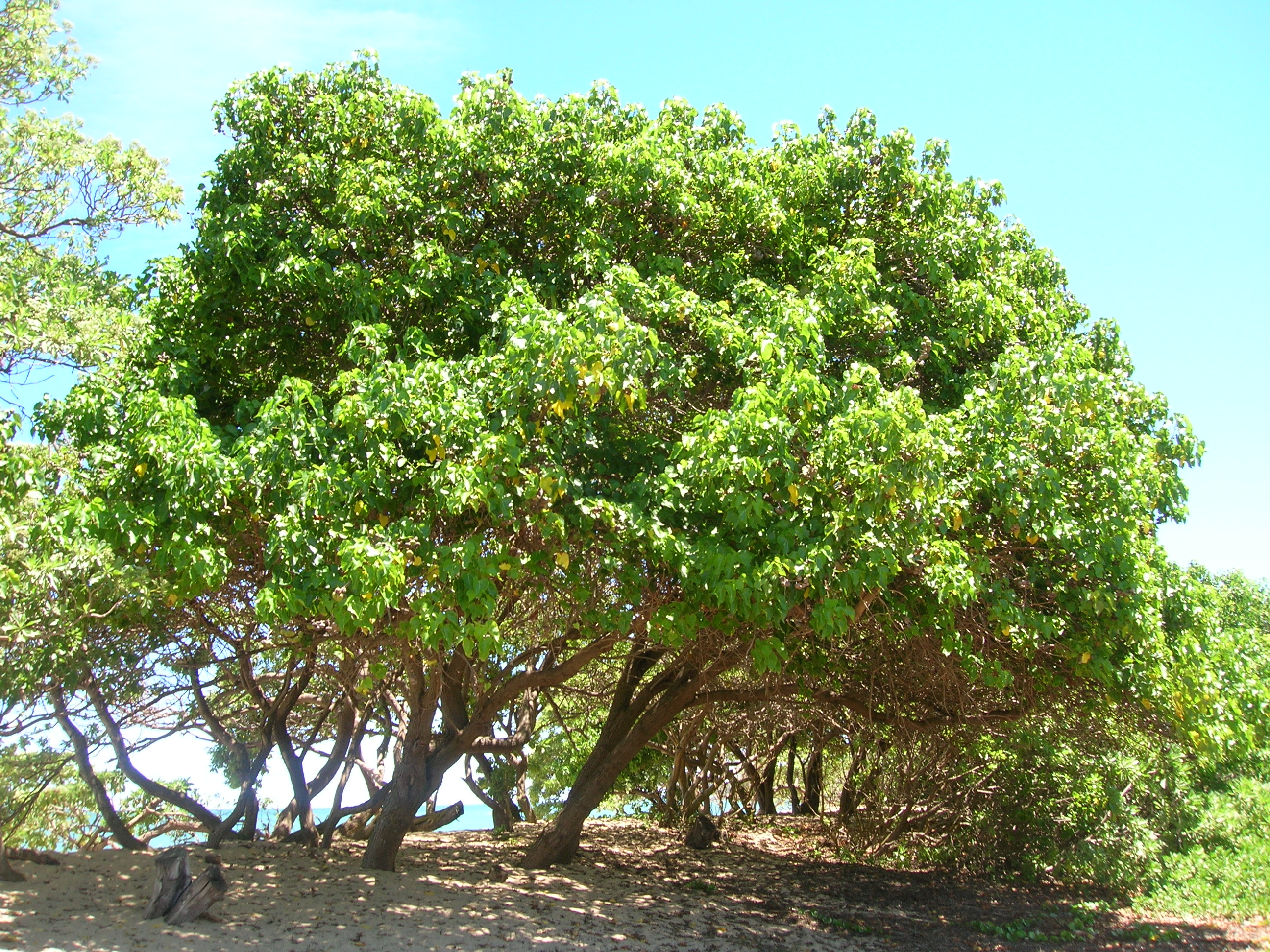
Strandpopulier (Thespesia populnea

### Ecologie
Het plateau is begroeid met een verscheidenheid aan inheems planten en bomen waaronder grassoorten uit het geslacht Eragrostis (Liefdegras) verder bomen en struikgewas waaronder de strandpopulier.
Er komen 42 soorten vogels voor. De bedreigde markiezenpatrijsduif (P. rubescens) broedt er, verder een groot aantal zeevogels zoals Cooks stormvogel (Pterodroma cookii), twee soorten fregatvogels (Fregata ariel en F. minor) en de roodpootgent (Sula sula).

### Geschiedenis
Het eiland is nooit permanent bewoond geweest, maar er is echter archeologisch bewijs van tijdelijk gebruik, blijkbaar door Polynesisiche jagers en vissers. Oude paden leiden naar de klif en op sommige plaatsen zijn terrassen uitgehouwen in de rots. Op andere opmerkelijke locaties richtten de bewoners van de Marquesaseilanden vóór de komst van de Europeanen platforms op, die waarschijnlijk door vissers bij offersceremonies werden gebruikt. Mogelijk was de eerste Europeaan die het eiland ontdekt de Spanjaard Álvaro de Mendaña de Neira, die ontdekte de zuidelijke groep van de Marquesaseilanden in 1595. Het was de Britse ontdekkingsreiziger James Cook die het eiland expliciet noemde als Hood Island, vernoemd naar de 16-jarige aspirant matroos Alexander Hood die hem in 1774 voor het eerst zag.

Noordelijke groep:
Eiao ·
Hatutu ·
Motu Iti ·
Motu One ·
Nuku Hiva ·
Ua Huka ·
Ua Pou
Zuidelijke groep:
Fatu Hiva ·
Fatu Huku ·
Hiva Oa ·
Moho Tani ·
Motu Nao ·
Tahuata